# Jorge E. Hirsch
Jorge Eduardo Hirsch (Buenos Aires, 1953) è un fisico argentino, professore all'Università della California - San Diego.
È noto per aver inventato l'h-index nel 2005, un indice utilizzato per quantificare la produttività delle pubblicazioni di uno scienziato, basato sia sul numero delle loro pubblicazioni che sul numero di citazioni ricevute.

## Biografia
Hirsch è nato a Buenos Aires, in Argentina. Ha conseguito la laurea presso l'Università di Buenos Aires e nel 1975 ha ricevuto una borsa di studio dall'istituto CONICET (Consejo Nacional de Investigaciones Científicas y Técnicas). Nel 1976 gli è stata assegnata una borsa di studio Fulbright, che lo ha portato all'Università di Chicago, dove ha ricevuto il Premio Telegdi nel 1977 e una borsa Victor J. Andrew Memorial Fellowship nel 1978. Ha ottenuto il PhD dall'Università di Chicago nel 1980, successivamente ha svolto il ruolo di ricercatore post-dottorato nell'Istituto Kavli di Fisica Teorica dell'Università della California, Santa Barbara. Dopo questa esperienza, si è unito al Dipartimento di Fisica dell'Università della California - San Diego nel 1983.

## Attività di ricerca
Il campo in cui Hirsch ha svolto principalmente la sua attività di ricerca è la comprensione teorica dei fenomeni collettivi su larga scala dei solidi, ad esempio la superconduttività e il ferromagnetismo, sulla base dei meccanismi microscopici. Hirsch tentò di unificare la teoria della superconduttività con la sua teoria della superconduttività a coppie di lacune: una teoria alternativa alla teoria BCS che cerca di spiegare la superconduttività ad alta temperatura tramite coppie di lacune, al posto delle convenzionali coppie di elettroni. La teoria BCS non riesce a spiegare microscopicamente il meccanismo alla base dei superconduttori ad alta temperatura, si ritiene però che vi sia un unico meccanismo della superconduttività per tutti i materiali che differisce dal meccanismo convenzionale in diversi aspetti fondamentali.

## Considerazioni sulla guerra
Nel 2006 Hirsch ha affermato che "Molteplici elementi di prova indipendenti suggeriscono che l'America ha iniziato un percorso premeditato che porterà inesorabilmente all'uso di armi nucleari contro l'Iran in un futuro molto prossimo" e che "Nessuno, né i media, né il Congresso, sta valutando che l'opzione militare comporta necessariamente l'uso di armi nucleari contro l'Iran".
Ha anche ipotizzato che, al fine di giustificare un attacco nucleare contro l'Iran, le autorità statunitensi avrebbero potuto diffondera la notizia, difficile da smentire, che i biologi iraniani stessero cercando di sviluppare un ceppo trasmissibile in via umana del virus H5N1 dell'influenza aviaria.
Nell'aprile 2006, Hirsch ha inviato una lettera al presidente George W. Bush, co-firmata da altri dodici fisici, avvertendolo dei pericoli dell'uso di armi nucleari tattiche contro l'Iran. La lettera, datata 17 aprile, fu una risposta agli articoli del The New Yorker e del The Washington Post che indicavano che il Pentagono stesse seriamente considerando di tali opzioni.